# Piper wilhelmense
Piper wilhelmense är en pepparväxtart som beskrevs av Chew och P. van Royen. Piper wilhelmense ingår i släktet Piper och familjen pepparväxter. Inga underarter finns listade i Catalogue of Life.